# Johan Erik Olsson i Skiftinge
Johan Erik Olsson (i riksdagen "Olsson i Skiftinge"), född 30 januari 1844 i Torshälla socken, död 16 juni 1924 i Klosters församling, Eskilstuna, var en svensk lantbrukare och riksdagsledamot.
Olsson representerade under mandatperioden 1897-1899 Väster- och Öster-Rekarne häraders valkrets i andra kammaren, detta efter att ha besegrat företrädaren Gustaf Ericsson i Väsby med 468 röster mot 413. Olsson var även suppleant i riksdagens tillfälliga utskott. Av Aftonbladet beskrevs han politiskt såsom en "protektionistisk och moderat-konservativ landtmannapartist".